# Pierre Billard (scénariste)
Pour les articles homonymes, voir Pierre Billard et Billard (homonymie).
Pierre Billard, né le 11 octobre 1921 à Paris et mort le 5 avril 2012 à Bourg-la-Reine, est un scénariste, acteur et réalisateur français. Il fut producteur et réalisateur d'émissions de radio, notamment sur France inter, parmi lesquelles la série de pièces radiophoniques Les Maîtres du mystère de 1952 à 1965. Suivra la série de fictions policières radiophoniques L'Heure du Mystère diffusée sur Inter Variétés entre 1965 et 1974 en première partie de soirée.

## Filmographie

### Scénariste
Pierre Billard a travaillé pour la télévision en qualité de scénariste :
- 1970 : Dossiers du professeur Morgan
- 1974 : Malaventure
- 1976 : Messieurs les jurés "L'Affaire Craznek" de Michel Genoux
- 1977 : Ne le dites pas avec des roses
- 1977 : Bonsoir chef
- 1977 : Désiré Lafarge
- 1977 : La Mort amoureuse
- 1979 : Avoir été

### Acteur
- 1976-1983 : Messieurs les jurés :
  - L'Affaire Cleurie (1976) de Jacques Krier (l'assesseur #2)
  - L'Affaire Jasseron (1976) d'André Michel (un assesseur)
  - L'Affaire Crozet (1983) d'Alain Franck (l'assesseur #2)

### Réalisateur
- 1983 : Mort d'un piéton (TV)

## Activités radiophoniques
- 1952-1965 : Les Maîtres du mystère, émission hebdomadaire diffusée sur Paris Inter, puis France Inter.
- 1965-1974 : L'Heure du mystère, émission hebdomadaire diffusée sur Inter Variétés.
- 1983-1986 : Les 1001 jours de Pierre Billard, dramatiques radiophoniques quotidiennes diffusées sur France Inter[4].
- 1986-1988 : Les Nouveaux Maîtres du mystère, dramatiques radiophoniques quotidiennes diffusées sur France Inter. À noter que le générique reprenait l'ancien générique des années 50, le célèbre Tempo di suspense composé par André Popp.